# Timbarra River (Tambo River)
Der Timbarra River ist ein Fluss in östlichen Gippsland im australischen Bundesstaat Victoria.
Er entspringt auf den Nunniong Plains, rund 30 km östlich von Omeo auf der Great Dividing Range und fließt dann 90 km nach Süden bis zu seiner Mündung in den Tambo River etwa 10 km südöstlich von Tambo Crossing.

## Flusslauf
Der Timbarra River fließt hauptsächlich durch bewaldetes Gebirgsland und tiefe Täler. Sein Bett besteht aus Kies, Geröll und Schlamm und besitzt viele Kolke. Am Flusslauf liegt die Kleinstadt Timbarra, ungefähr 30 km südwestlich von Buchan.
Der Fluss ist Teil des Tambo-Nicholson-Basins und einer der größeren Nebenflüsse des Tambo River. Die wichtigsten Nebenflüsse des Timbarra River sind der Wilkinson Creek und der Back River.
Die abgelegene Timbarra River Gorge, eine Schlucht acht Kilometer nördlich von Timbarra, wurde von der Geological Society of Australia als wichtige geologische Formation klassifiziert. 

## Ökologie und Erholung
Der Timbarra River ist in gutem ökologischen Zustand und führt das ganze Jahr über Wasser.
Der Zugang zum Flussufer ist schwierig, aber der Timbarra River ist doch ein beliebtes Fischgewässer, insbesondere für den Fang der aus Europa eingeschleppten  Bachforelle, die natürlich im Fluss laichen. Einheimische Fische im Fluss sind der empfindliche Australische Forellenhechtling (Prototroctes maraena, Australian grayling) aus der Familie der Neuseelandlachse, der Dorschbarsch Gadopsis marmoratus (river blackfish), der Katadrome Eisfisch Pseudaphritis urvillii (tupong) und Aale.
Eines der Sporthäuser am Swifts Creek Secondary College wurde nach dem Timbarra River benannt.